# Denio (Nevada)
Denio es un lugar designado por el censo en el condado de Humboldt en el estado estadounidense de Nevada.

## Geografía
Denio se encuentra ubicado en las coordenadas 41°59′24″N 118°37′59″O / 41.99000, -118.63306.